# バブル バス ベイ
バブル バス ベイ（原題：Bubble Bath Bay）はオーストラリアの幼児向けアニメ。オーストラリア放送協会（ABC）のABC Kids枠にて2015年より展開された。日本では2023年よりキッズステーションにて放送されている。

## 概要
本シリーズはバブルバス・ベイの港を舞台に、若いヨットのシドニーと水上タクシーのジップをはじめとした船たちの活躍を描いている。
原案のガレス・エデンスティッチはシドニーのラッシュカッターズ・ベイにて豪州クルージングヨットクラブ(Cruising Yacht Club of Australia)に勤めていた際にアイデアを思いついた。エデンスティッチはタレント・マネジメント・エージェンシーの支援を受け2007年7月と2011年にABCへ企画を提出し、テレビ番組としての開発が進められた。
制作はオーストラリアの他にアイルランドのテレゲールやマレーシアのレモンスカイ・スタジオなど多くの国で行われている。またキャスティングもオーストラリアとアイルランドで行われており、英国出身の声優も出演している。
当初は『The Adventures of Bushbutter Bay（直訳：バッシュバター・ベイの冒険）』というタイトルとして考案されていた。2016年よりアメリカのNBCにて展開された際は主人公の名に因み『Sydney Sailboat（直訳：ヨットのシドニー）』と改題され、テーマソングも差し替えられた。
2022年にはアイルランドのトゥーンズ・エンターテインメントが本国アイルランドとオーストラリアおよびニュージーランドと日本を除く全世界での独占配信権を獲得した。

## 日本での展開
キッズステーションにて2023年7月29日より毎週土曜日の朝11時に初回放送が開始。その再放送が翌日の日曜日または同じ土曜日の午後に行われていた。2024年6月20日からは平日の放送も開始した。
吹き替え版は同じくキッズステーションにて放送されたレモンスカイ・スタジオ作品『アストロロロジー 〜おかしな12星座占い〜』のスタッフおよび体制によって制作された。今回も日本独自の楽曲がスタッフクレジットとして挿入されている。
オリジナルのオープニングとエンディングも流れるものの歌唱はされず、オフボーカル版にナレーション（声：きむらゆり奈）が挿入される形となった。

## キャラクター
※声はオリジナル（英語）版/日本語吹替版。話数は日本放送順に基づく。
シドニー（Sydney）
声：サムソン・ハイランド/松井玲奈
探検好きなヨット（帆船）の少年。
- スピンネーカー：速く進む際に使われる、青く厚い帆。
- ツールボックス：船首の部分には、様々な役に立つ道具や材料が入っている。

ジップ（Zip）
声：フレデリック・シムズ/内田彩
黄色い水上タクシーの少女。シドニーの親友。気は少し短いが勉強熱心。
- 無線：テリーやハーバーマスターと連絡を取る際に用いられる。

テリー（Terry）
声：コリン・フリールズ/秦正武
青いタグボート。港の船団のリーダー。
ストーミー（Stormy）
声：エマ・テイト/花瀬あさみ
船たちをサポートする赤いウミツバメ。自信はあるが忘れっぽい。
ブライアン（Bryan）
声：ジャック・シモンズ/まつした剣也
おしゃべりな緑色のフェリー。
トーツ（Toots）
声：ジョージア・シモンズ/東城咲耶子
赤いフェリー。
マドルズ（Muddles）
声：ポール・タイラック/湯浅吾朗
臆病な艀のクレーン。
ロドニー（Rodney）
声：アダム・ロングワース/樋口将大（第4話、第9話）→大城昴輝
几帳面な潜水艦。
ボニータ（Bonita）
声：エマ・テイト/寺井麻保
パーティーが大好きな船。
クレオ（Cleo）
声：ジャシンダ・パパドプロス/澤幡楓
幼いヨットの少女。
ジェット（Jet）
声：ジャック・シモンズ/二羽凛奈
やんちゃなスピードボート。
ルールー（Lulu）
声：エマ・テイト/奥浦はな
快活な水上飛行機。
ヒルトン（Hilton）
声：コナー・ドルーリー/影山みこと
ロドニーの甥。潜水艦の学校に通っている。
ロン（Long）
声：アダム・ロングワース/くまかつみ
ドラゴンボートのリーダー。
ミン（Min）
声：ジャック・シモンズ/国実久留子
ロンの息子。楽しいレースが大好き。
スリック（Slick）
声：ジャック・シモンズ/神楽千歌（ - 第25話）→山本千尋→春川舞
懐こい鰭脚類の子ども。
ハンピー（Humpy）
声：ジョージア・シモンズ/児玉彩香
クジラの子ども。時折港へ遊びに来る。
カヌーたち（Canoes）
声：（鳴き声）/小茅楓（リトルレッド）、田中愛桜 ほか
6艇の赤ちゃんカヌー。船尾に赤い旗を立てているのがリトルレッド。
ベルチ（Belch）
声：ポール・タイラック/木下隆介
態度の悪い貨物船。
クィーン・ジョセフィーヌ号（Queen Josephine）
世界最大級の豪華客船。
ハーバーマスター（Harbormaster）
バブルバス・ベイの責任者。姿は現さず、常に無線を用いてテリーたちと関わる。

## エピソードリスト
| 話数 | 話数 | 邦題                       | 原題                          | 放送日         | 放送日        |
| ---- | ---- | -------------------------- | ----------------------------- | -------------- | ------------- |
| 1    | 1    | 速いのはどっち？           | Running on Empty              | 2023年 7月29日 | 2015年 3月9日 |
| 2    | 2    | リトルレッドを救え         | Royal Visit                   | 8月5日         | 3月10日       |
| 3    | 3    | かくれんぼ入り江           | Cleo at the Cove              | 8月12日        | 3月11日       |
| 4    | 4    | ママをさがそう             | Muddled Friends               | 8月19日        | 3月12日       |
| 5    | 5    | はじめてのドック入り       | Zip in a Spin                 | 8月26日        | 3月13日       |
| 6    | 6    | ブライアン救出作戦         | Ferry Bad Luck                | 9月2日         | 3月14日       |
| 7    | 7    | ドラゴンボートがやってきた | Dragon Parade                 | 9月9日         | 3月15日       |
| 8    | 8    | 霧の中のマドルズ           | Muddles in the Mist           | 9月16日        | 3月16日       |
| 9    | 9    | 気分は世界一周             | Around the World in a Day     | 9月23日        | 3月17日       |
| 10   | 10   | ストーミーの天気予報       | Stormy Weather                | 9月30日        | 3月18日       |
| 11   | 11   | ボニータのパーティー       | Bonita's Party                | 10月7日        | 3月19日       |
| 12   | 12   | ヨットだって負けないぞ     | Gone With the Wind            | 10月14日       | 3月19日       |
| 13   | 13   | ジップの試験               | Cheeky Canoes                 | 10月21日       | 3月20日       |
| 14   | 14   | 水上飛行機のルールー       | Crash Landing                 | 10月24日       | 3月21日       |
| 15   | 15   | 大切な仲間                 | Buoy oh Buoy                  | 11月4日        | 3月22日       |
| 16   | 16   | スリックの大活躍           | Seal of Approval              | 11月11日       | 3月23日       |
| 17   | 28   | 伝言ゲーム？               | Hear Hear                     | 11月18日       | 7月7日        |
| 18   | 17   | 居眠りシドニー             | Sleepy Sydney                 | 11月25日       | 3月24日       |
| 19   | 18   | パレードの準備をするぞ     | Sydney's Royal Parade         | 12月2日        | 3月25日       |
| 20   | 19   | 潜水艦のヒルトン           | Tall Stories                  | 12月9日        | 3月26日       |
| 21   | 20   | アヒル騒動                 | A Very Ducky Day              | 12月16日       | 3月27日       |
| 22   | 29   | びっくり箱のジャック       | Lost and Found                | 12月23日       | 7月8日        |
| 23   | 30   | ジップとナビ               | New Tricks                    | 2024年 1月6日  | 7月9日        |
| 24   | 21   | 不要なものは誰かの宝       | Trash and Treasure            | 1月13日        | 3月28日       |
| 25   | 31   | みんなでコンサート         | How Terry Got His Groove Back | 1月20日        | 7月10日       |
| 26   | 32   | 心配性のマドルズ           | Worry Muddles                 | 1月27日        | 7月11日       |
| 27   | 22   | 元気にする方法             | Making Muddles Merry          | 2月3日         | 3月29日       |
| 28   | 23   | 相棒テリー                 | I Forget                      | 2月10日        | 3月30日       |
| 29   | 33   | ジップとザップ             | When Zip Became Zap           | 2月17日        | 7月12日       |
| 30   | 27   | 暑さに負けるな             | Hot Hot Hot                   | 2月24日        | 4月27日       |
| 31   | 34   | 人気歌手サミラ             | Popstar Samira                | 3月2日         | 7月13日       |
| 32   | 24   | バブルバスベイ・カーニバル | Team Spirit                   | 3月9日         | 4月1日        |
| 33   | 35   | クレオの大発見             | Cleo's Big Find               | 3月16日        | 7月14日       |
| 34   | 25   | スプリングレースデイ       | Under the Weather             | 3月23日        | 4月2日        |
| 35   | 36   | 失敗を恐れるな             | Regatta at the Bay            | 3月30日        | 7月15日       |
| 36   | 37   | クレオとセーリングスクール | Sailing School Rules          | 4月6日         | 7月16日       |
| 37   | 26   | しゃっくりを止めるには…    | Major Hiccup                  | 4月13日        | 4月3日        |
| 38   | 38   | いたずらオウム             | Ruffled Feathers              | 4月20日        | 7月17日       |
| 39   | 39   | 海賊がやって来る           | Treasure Chest                | 4月27日        | 7月18日       |
| 40   | 40   | ロドニーの表彰式           | Oh, Barnacles!                | 5月4日         | 7月19日       |
| 41   | 41   | 卵を温めよう               | Perfect Stormy                | 5月11日        | 7月20日       |
| 42   | 42   | 怖がりはだれ？             | Scaredy Boats                 | 5月18日        | 7月21日       |
| 43   | 43   | お化けを捕まえよう         | Coral Caves Camp Out          | 5月25日        | 7月22日       |
| 44   | 44   | サプライズ・パーティー     | Sydney's Boat-day             | 6月1日         | 7月23日       |
| 45   | 45   | 氷山とペンギン             | Iceberg Escape                | 6月8日         | 7月24日       |
| 46   | 46   | ジェットスキーで大混乱     | Jet Ski Jumble                | 6月15日        | 7月25日       |
| 47   | 47   | ストーミーの春             | Spring Fever                  | 6月22日        | 7月26日       |
| 48   | 48   | ロドニーとルールー         | Sub vs. Seaplane              | 6月29日        | 7月27日       |
| 49   | 49   | 宝探しに行こう             | Treasure Hunt                 | 7月6日         | 7月28日       |
| 50   | 50   | 空飛ぶバスタブ             | Stormy at Sea                 | 7月13日        | 7月29日       |
| 51   | 51   | テリーとダグ               | Shape Up                      | 7月20日        | 7月30日       |
| 52   | 52   | ブライアンとトーツのテスト | Sydney's Slip-Up              | 7月27日        | 7月31日       |

## 日本語版テーマソング
オープニングテーマ
「ドゥドゥビデュ」
作詞・歌 - KEi
作曲 - KEi、佐田慎介、佐藤彰信
編曲 - 佐藤彰信（BLUEMOTION）
エンディングテーマ
「ミライCool!!」
作詞・作曲・歌 - KEi
編曲 - HΛL、Yu-tas（Team HΛL）(BLUEMOTION / PONY CANYON)

## 日本語版スタッフ
- 企画：Ncreation、古澤みちよ
- 翻訳：立石ゆかり
- 音響監督：西条拓也
- 録音調整：キム・サンス、藤田昌宏、市川のぞみ
- 音響制作：恵比須弘和、西条拓也、岡田純子、川口海渡、光岡聖人
- 日本語版映像編集：恵比須弘和
- 海外担当：江崎秀之
- プロデューサー：田中佳則、細野由紀雄
- 日本語版製作：Ncreation、STUDIO LOVOX

## 類似作品
- がんばれタッグス
- エリアス ちいさなレスキューせん